# Lacistema
Lacistema es un género  de plantas con flores perteneciente a la familia Lacistemataceae. Comprende 41 especies descritas y de estas, solo 10 aceptadas.

## Descripción
Tiene las inflorescencias en espigas dispuestas en fascículos de 4–12, con menos de 2 cm de largo, densas y con el raquis invisible, las flores subsésiles y parcialmente escondidas por las brácteas florales imbricadas.

## Taxonomía
El género fue descrito por Peter Olof Swartz y publicado en Nova Genera et Species Plantarum seu Prodromus 1, 12. 1788. La especie tipo es:  Lacistema myricoides Sw. 

## Especies aceptadas
A continuación se brinda un listado de las especies del género Lacistema aceptadas hasta septiembre de 2014, ordenadas alfabéticamente. Para cada una se indica el nombre binomial seguido del autor, abreviado según las convenciones y usos.	
- Lacistema aggregatum (P.J.Bergius) Rusby
- Lacistema grandifolium Schnizl.
- Lacistema hasslerianum Chodat
- Lacistema krukovii Sleumer
- Lacistema lucidum Schnizl.
- Lacistema macbridei Baehni
- Lacistema nena J.F. Macbr.
- Lacistema polystachyum Schnizl.
- Lacistema pubescens Mart.
- Lacistema robustum Schnizl.